# Hoplia djukini
Hoplia djukini är en skalbaggsart som beskrevs av Jacobson 1914. Hoplia djukini ingår i släktet Hoplia och familjen Melolonthidae. Inga underarter finns listade i Catalogue of Life.